# Cacciatori d'Africa
I Cacciatori d'Africa erano una specialità di fanteria e fanteria montata del Regio Esercito italiano, costituiti per l'impiego nelle colonie italiane.

## Storia

### Colonia eritrea

#### Cacciatori d'Africa (fanteria)
In seguito ai fatti di Dogali, il Governo Depretis decise di potenziare la presenza militare in Eritrea per riconquistare i territori perduti e garantire la sicurezza della colonia. Con il regio decreto n. 4783 del 14 luglio 1887, nel quale veniva istituito il Corpo Speciale d'Africa, vennero contestualmente istituiti i Cacciatori d'Africa. Si trattava di unità composte da personale nazionale esclusivamente volontario, tratto da vari reparti e varie specialità, ed in seguito arruolato anche tra gli italiani residenti in colonia. Destinati all'impiego come cacciatori, ovvero come unità di fanteria veloci e leggere, ai reparti a piedi si affiancarono quelli di cacciatori a cavallo, che combattevano come fanti ma si spostavano su cavalli o dromedari (fanteria montata).

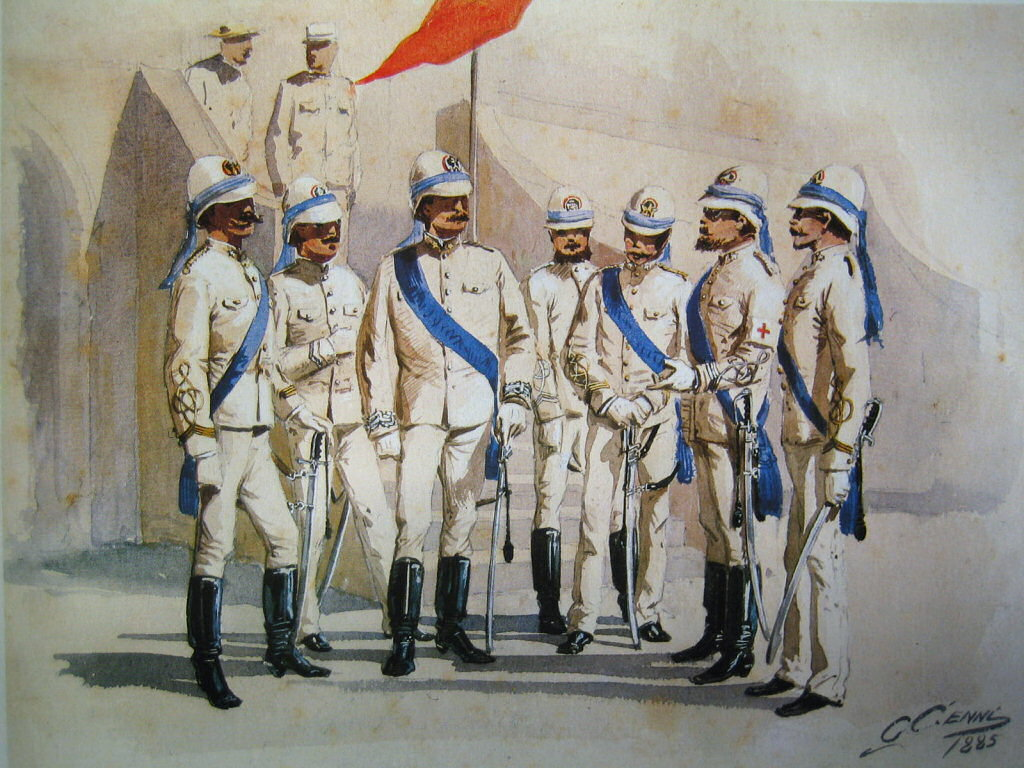
Ufficiali italiani delle truppe d'Africa in un dipinto di Quinto Cenni.

Con personale tratto dai vari reggimenti di fanteria e granatieri vennero costituiti il 1º Reggimento speciale d'Africa, al comando del colonnello Coriolano Ponza di San Martino ed il 2º Reggimento speciale d'Africa del colonnello Camillo De Charbonneau. L'organico previsto per ogni reggimento era di tre battaglioni, ognuno su quattro compagnie. Il 1º Reggimento era costituito da due battaglioni di cacciatori e uno di bersaglieri, il 2º Reggimento era costituito da tre battaglioni di cacciatori.
Così nel 1887 esistevano in totale cinque battaglioni di Cacciatori d'Africa. Con il regio decreto 11 dicembre 1892, venne preso atto dell'arruolamento del personale indigeno, che ammontava a quattro battaglioni, tutti costituiti il 1º ottobre 1888, e i cinque battaglioni Cacciatori risultarono ridotti a uno, composto da 6 compagnie.
Con il regio decreto n. 68 del 18 febbraio 1894, venne costituito il Regio Corpo delle Truppe Coloniali nel quale, fra gli altri, vennero inclusi i quattro battaglioni indigeni e confermato l'unico Battaglione Cacciatori. Questo unico battaglione rimasto ebbe la fortuna di non partecipare alla battaglia di Adua, in quanto alla fatidica data del 1º marzo 1896 risultava di guarnigione nel forte di Adigrat, al comando del maggiore Marcello Prestinari.
I Cacciatori spariscono definitivamente dall'Eritrea col riordino del Regio Corpo Truppe Coloniali nel 1919.

#### Cacciatori a cavallo

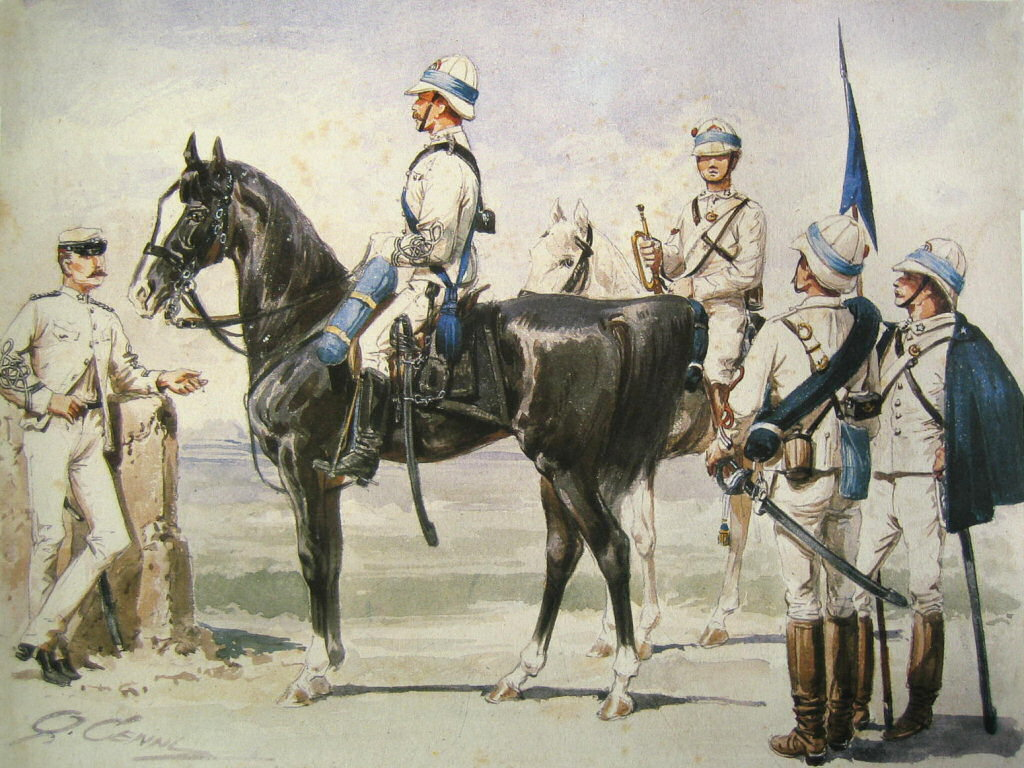
Dipinto di Quinto Cenni Cavalleria Italiana nell'Africa orientale

Lo Squadrone Cacciatori a Cavallo era il reparto di cavalleria inviato insieme al Corpo Speciale d'Africa alla fine del 1887; esso ne faceva parte integrante e quindi era destinato a rimanere in Colonia. Venne costituito a Roma nel luglio 1887 con uomini provenienti da tutti i venti reggimenti di cavalleria preesistenti. La forza dello squadrone era di 6 ufficiali, 150 uomini e 125 cavalli. Al comando venne posto il capitano Alessandro Framarin.
I Cacciatori a Cavallo furono armati della lancia di cavalleria di ordinanza, modello 1860: lunga circa cm. 260, in legno di frassino, fibroso e resistente, verniciato di nero fino al 1895 e successivamente color noce. Completava l'armamento del cavaliere il Moschetto da cavalleria Mod. 1870, ma la cavalleria coloniale adottò una baionetta con una lama di cm. 30 per lasciare spazio nel vano della cassa alla scatola serbatoio.
Il Corpo Speciale d'Africa, con il corpo di rinforzo aggiunto dal Ministero (e lo Squadrone Cacciatori a Cavallo), salpò da Napoli alla fine di ottobre 1887 e sbarcò a Massaua a scaglioni entro il novembre successivo.
A Massaua, lo Squadrone Cacciatori a Cavallo andò ad affiancare il 1º Squadrone Cavalleria d'Africa che era giunto sei mesi prima ma che non aveva ancora preso parte ad alcun combattimento. In questo modo a partire da allora alla fine del 1887 la consistenza della cavalleria italiana in Africa ammontò a 2 squadroni, per complessivi circa 300 cavalieri. Il 1º Squadrone Cavalleria d'Africa che si trovava in territorio d'operazioni da più tempo venne rimpatriato tra aprile e giugno 1888. Da quel momento lo Squadrone Cacciatori a Cavallo rimase l'unico reparto di cavalleria metropolitana operativo in Africa.
A partire dall'estate del 1889 fu manifestata l'intenzione di sciogliere il reparto. Nel Regio Decreto n° 6132 (serie 3°) del 20 giugno 1889 che modificava la costituzione del Corpo Speciale d'Africa, lo squadrone non figura già più nell'organico a testimonianza della volontà di scioglimento del reparto. Il decreto entrò in vigore il 1º ottobre 1889, per cui durante l'estate lo squadrone era ancora pienamente operativo e venne impiegato in occasione dell'occupazione di Asmara avvenuta il 3 agosto 1889, durante il periodo di comando del generale Antonio Baldissera, partecipando con un distaccamento di cacciatori a cavallo al comando del tenente Pietro Cingia. Lo squadrone, comunque, non venne disciolto - come era stato preventivato - neppure nell'ottobre 1889, ma rimase ugualmente in servizio e prese parte anche all'occupazione dimostrativa di Adua del 26 gennaio 1890 ( “la prima occupazione di Adua”) guidata dal generale Baldassarre Orero, subentrato nel dicembre precedente al generale Baldissera.
Questa fu veramente l'ultima operazione militare cui prese parte lo Squadrone Cacciatori a Cavallo, che nei mesi successivi, come era stato previsto, venne effettivamente sciolto. Ciò avvenne presumibilmente tra la primavera e l'estate del 1890 dal momento che negli organici in servizio in Colonia pubblicati alla fine dell'agosto 1890 non viene più contemplato. Una parte degli ufficiali del disciolto squadrone rimase in Colonia e venne utilizzata per la costituzione dei due squadroni indigeni che si andavano formando in quel periodo (l'”Asmara” ed il “Cheren”).

### Somalia
Non risulta mai esistito nessun reparto con tale nome in Somalia.

### Libia
Dopo la guerra italo-turca e la conquista della Libia, con l'inizio della Grande Guerra, si verificò una ribellione da parte della popolazione libica e in particolare da parte della setta religiosa senussita, che mise in serio pericolo il possedimento italiano e l'incolumità dei coloni italiani. A maggior ragione dopo Caporetto le truppe regolari di stanza in Libia furono rimpatriate ed a fronteggiare la guerriglia senussita aizzata dai Turchi rimasero solo gli indigeni dei Regio corpo truppe coloniali della Tripolitania e della Cirenaica, aliquote dei vari corpi di polizia ed i presidi dell'esercito regolare nelle città della costa e in poche oasi strategiche. Occorreva un reparto ad alta mobilità in grado di soccorrere urgentemente i presidi più minacciati dalle cabile (che finirono per controllare buona parte dell'entroterra) e di assaltare i nemici di sorpresa percorrendo distanze in ambiente desertico. Nacquero così i Cacciatori, tutti volontari per la difesa delle comunità italiane, in parte autocarrati e dotati di autoblindo.
Infatti 12 autoblindo tipo Fiat-Terni Tripoli e altrettante Lancia 1Z furono assegnate rispettivamente al IV Battaglione Cacciatori e al V Battaglione Cacciatori di Derna. Dal 1919 furono usati anche autocarri armati Fiat 15 ter privi di corazzatura armati di tre mitragliatrici Schwarzlose o Fiat-Revelli e Maxim, una nella parte anteriore e due sui lati.
Dagli anni venti, in funzione delle aree di impiego, i reparti cacciatori in Libia subirono una relativamente consistente motorizzazione, con organizzazione di quattro squadriglie di autoblindo. In quegli anni il Regio corpo truppe coloniali della Tripolitania allineava due battaglioni di cacciatori d'Africa, mentre tre ne schierava il Regio corpo truppe coloniali della Cirenaica. Tra l'estate del 1922 e la primavera del 1923 i due battaglioni della Tripolitania (I e II) costituirono un plotone arditi ciascuno. Questi plotoni erano costituiti da 44 arditi, 4 squadre di 10, ciascuna con un caporalmaggiore, un caporale e 8 arditi, un sergente, un sergente maggiore, un maresciallo e un tenente, armamento due Fiat Revelli. Altre caratteristiche distintive erano il moschetto a baionetta fissa, una bandoliera in tela bianca a 12 caricatori come quello delle truppe di colore, cinturone con pugnale e una ghirba di tela da due litri.
Il 28 ottobre 1924 venne costituito il V Battaglione Cacciatori d'Africa. Successivamente tutti i suddetti reparti furono trasferiti in Cirenaica.
Nel successivo 1926 i corazzati furono riuniti nella 1ª Squadriglia autoblindomitragliatrici e autocarri armati. L'organico era di due carri d'assalto Fiat 3000, nove autoblindomitragliatrici e autocarri armati Ansaldo, una autoblindo Lancaster, otto autoblindo Fiat modello Tripoli, 23 autocarri armati Fiat 15 ter, due autocarri armati Ford T, ciascuno dotato di mitragliatrice Schwarzlose installata sul cassone. Gli autocarri armati Fiat 15 ter avevano una carrozzeria blindata con lamiere d'acciaio e tre mitragliatrici Schwarzlose con un equipaggio di quattro uomini, un sottufficiale mitragliere capocarro, un conduttore, due mitraglieri. In dotazione vi erano 15.000 colpi e sei casse di riserva, oltre a 54 caricatori per Carcano Mod. 91.
Nel successivo agosto si formò la 2ª Squadriglia prelevando nove autoblindo e la Lancaster dalla 1ª. Intanto cominciarono ad essere sciolti i vari battaglioni cacciatori (il V Battaglione Cacciatori della Cirenaica nel novembre 1928) e restarono alla fine solo le suddette squadriglie.
Nell'ottobre 1934, la prima delle Squadriglie fu trasformata nel Battaglione Cacciatori carristi della Tripolitania, formato su due compagnie ed equipaggiato con il carro armato leggero CV33, seguito evidentemente anche dalla seconda squadriglia, che ebbe successivamente la stessa trasformazione.
Il 12 settembre 1935 i due corpi vengono fusi nel Regio corpo truppe coloniali della Libia ed i battaglioni cacciatori confluiscono nel 1º e nel 2º Reggimento fanteria d'Africa, ciascuno su Compagnia Comando, un Battaglione cacciatori carristi, un battaglione milizia libica ed un deposito, sciolti infine nel 1937.

### Africa Orientale Italiana
Il nominativo Cacciatori d'Africa venne ripreso dalla Divisione fanteria "Cacciatori d'Africa", costituitasi in Africa Orientale Italiana allo scoppio della seconda guerra mondiale.

## Uniformi ed equipaggiamento

### Eritrea
Le armi e l'equipaggiamento erano quelli standard per le truppe coloniali. Fino alla battaglia di Adua le truppe delle colonie continuarono ad usare fucile e moschetto Vetterli Mod. 1870 prima e Vetterli-Vitali Mod. 1870/87, in luogo del più moderno Carcano Mod. 91 in dotazione ai nazionali. Sulla destra del casco coloniale i cacciatori a piedi portavano un caratteristico piumetto, mentre i cacciatori a cavallo portavano una penna nera.

### Libia
Le uniformi erano quelle standard, coloniali e "continentali" grigioverdi del Regio Esercito, con le tipiche mostrine a pipa nera con bordo rosso e le stellette militari proprie delle truppe nazionali. Il primo copricapo impiegato era il classico casco coloniale in sughero. Negli anni dieci fu in uso il cappello boero color cachi, ispirato ai reparti a cavallo di "scorridori" della guerra anglo-boera con il numero del battaglione. Durante gli anni '20, il cappello alla boera fu sostituito dal cappello alpino senza penna (la cosiddetta "vedova"), né nappina. Caratteristiche anche le bandoliere portamunizioni, in tela, comune a cacciatori, zaptié e meharisti.
Il fregio ricordava quello degli alpini ed era costituito da una cornetta da cacciatore, con al centro un tondino rosso, su due fucili senza baionetta incrociati, sormontati dalla corona d'Italia.

## Ordine di battaglia: 1888 (R. Decreto 14 luglio 1887, n° 4783)
- Corpo Speciale d'Africa - Gen. Alessandro Asinari di San Marzano
  - I Brigata - Gen. Carlo Genè
    - 1º Reggimento speciale d'Africa - Col. Coriolano Ponza di San Martino
      - I Battaglione Cacciatori d'Africa- Mag. Carlo Rodano
      - II Battaglione Cacciatori d'Africa- Ten. Col. Giovan Battista Luciano
      - Battaglione Bersaglieri d'Africa

    - 2º Reggimento speciale d'Africa - Col. Camillo De Charbonneau
      - III Battaglione Cacciatori d'Africa- Mag. Camillo Fiore
      - IV Battaglione Cacciatori d'Africa- Mag. Pio Carlo Di Majo
      - V Battaglione Cacciatori d'Africa- Ten. Col. Gustavo Ferrua

    - Squadrone di Cacciatori a cavallo
    - Brigata di artiglieria su 4 compagnie di cannonieri
    - Compagnia del Genio
    - Compagnia di Sanità
    - Compagnia di Sussistenza
    - Compagnia Treno
    - un'orda di basci-buzuk (si tratta dell'Orda Esterna, che a giugno 1888 era già stata sciolta per essere sostituita dai quattro battaglioni indigeni regolari, ufficialmente costituiti il 1º ottobre 1888)

## Ordine di battaglia: 1923
- Regio corpo truppe coloniali della Tripolitania
  - I Battaglione cacciatori d'Africa (Zuara)
  - II Battaglione cacciatori d'Africa (Tripoli)
- Regio corpo truppe coloniali della Cirenaica
  - III Battaglione cacciatori d'Africa (Bengasi)
    - 1ª Squadriglia autoblindo (8 Lancia 1ZM)
    - 2ª Squadriglia autoblindo (3 Lancia 1ZM, 2 Fiat-Terni Tripoli, 2 Lanchester 4x2 Armoured Car)

  - IV Battaglione cacciatori d'Africa
    - 1ª Squadriglia autoblindo (12 Fiat-Terni Tripoli)
    - 2ª Squadriglia autoblindo (8 autocarri armati Fiat 15 ter)

  - V Battaglione cacciatori d'Africa

## Ordine di battaglia: 1935
- Regio corpo truppe coloniali della Libia
  - 1º Reggimento fanteria d'Africa
    - Compagnia comando
    - un battaglione cacciatori carristi
    - un battaglione milizia libica
    - un deposito

  - 2º Reggimento fanteria d'Africa
    - Compagnia comando
    - un battaglione cacciatori carristi
    - un battaglione milizia libica
    - un deposito